# 티티카카호
티티카카호(스페인어: El lago Titicaca, 케추아어: Titiqaqa Qucha, 영어: Lake Titicaca, 문화어: 띠띠까까 호)는 페루와 볼리비아 사이에 있는 호수이다. 운송로로 이용 가능한 호수 중 세계에서 가장 높은 호수이다. (더 작은 호수 중에서는 더 높이 있는 호수도 있다. #해발 비교를 참고하라.) 또한 남아메리카에서 수량이 가장 큰 호수이기도 하다.
티티카카는 케추아어로 ‘퓨마(티티)의 바위(카카)’라는 의미인데, 호수 주변 원주민들이 퓨마와 재규어 같은 동물을 숭배해서 붙여진 이름이라고 한다.

## 개요
호수는 알티플라노고원에 있으며 페루의 푸노 지방 동쪽에 있고 볼리비아 수도인 라파스 서쪽에 있다.
호수는 티키나 해협으로 연결되며 두 개의 중유역(Sub-basin)으로 나뉘는데 티키나 해협의 폭은 800 m밖에 되지 않는 곳도 있다. 더 큰 것이 라고 그란데(큰 호수라는 뜻)로서 깊이는 평균 135 m, 최대 284 m에 이른다. 더 작은 곳은 라고 우이냐이마르카(스페인어: Lago Huiñaimarca로서 작은 호수라는 뜻인 라고 페께뇨(Lago Pequeño)라고도 불리는데 최대 깊이가 40 m밖에 되지 않는다. 두 유역의 전체 평균 수심은 107 m 정도이다.
티티카카호의 물은 강우와 빙하에서 흘러나오는 물로 충당된다. 다섯 개의 주요 강이 흘러 들어오는데 라미스, 코아타, 야베, 우안카네와 수체스가 있다. 20개 이상의 작은 지류도 흘러 오고 호수 안에만도 41 개의 섬이 있으며 이 섬에서 많은 사람들이 살고 있는 것도 특기할 만한 사항이다.
호수 안에는 티티카카섬과 루나섬, 타키레섬, 아만타니섬, 태양의 섬, 달의 섬, 스리키섬 등 41개의 크고 작은 섬들이 있다. 티티카카호의 섬과 그 주변에는 케추아어족이나 아이마라어족, 우루족 등 원주민계의 민족이 거주하고 해안 도시에서 일을 하거나, 다른 섬에서는 농경과 어업, 관광 등에 종사하면서 생계를 유지하고 있다.
1998년 8월 볼리비아 측의 영역 800km ²가 람사르 협약 등록지가 되었다. 또 이 호수에는 칠레와의 전쟁에서 바다를 잃고 내륙국이 된 볼리비아의 해군 기지가 있다.
|  |

## 기후
티티카카호는 추운 고산 기후를 가지고 있으며, 추운 기온이 연중 대부분을 차지한다. 연간 강수량은 610 mm이다. 겨울은 건조하고 매우 추운 밤과 아침 그리고 따뜻한 오후가 지속된다. 아래의 기후는 호수 북부에 있는 훌리아카 타운의 평균 기온이다
.
| 훌리아카 (1961-1990)의 기후  | 훌리아카 (1961-1990)의 기후 | 훌리아카 (1961-1990)의 기후 | 훌리아카 (1961-1990)의 기후 | 훌리아카 (1961-1990)의 기후 | 훌리아카 (1961-1990)의 기후 | 훌리아카 (1961-1990)의 기후 | 훌리아카 (1961-1990)의 기후 | 훌리아카 (1961-1990)의 기후 | 훌리아카 (1961-1990)의 기후 | 훌리아카 (1961-1990)의 기후 | 훌리아카 (1961-1990)의 기후 | 훌리아카 (1961-1990)의 기후 | 훌리아카 (1961-1990)의 기후 |
| 월                           | 1월                         | 2월                         | 3월                         | 4월                         | 5월                         | 6월                         | 7월                         | 8월                         | 9월                         | 10월                        | 11월                        | 12월                        | 연간                        |
| ---------------------------- | --------------------------- | --------------------------- | --------------------------- | --------------------------- | --------------------------- | --------------------------- | --------------------------- | --------------------------- | --------------------------- | --------------------------- | --------------------------- | --------------------------- | --------------------------- |
| 일평균 최고 기온 °C (°F)     | 16.7 (62.1)                 | 16.7 (62.1)                 | 16.5 (61.7)                 | 16.8 (62.2)                 | 16.6 (61.9)                 | 16.0 (60.8)                 | 16.0 (60.8)                 | 17.0 (62.6)                 | 17.6 (63.7)                 | 18.6 (65.5)                 | 18.8 (65.8)                 | 17.7 (63.9)                 | 17.1 (62.8)                 |
| 일평균 최저 기온 °C (°F)     | 3.6 (38.5)                  | 3.5 (38.3)                  | 3.2 (37.8)                  | 0.6 (33.1)                  | −3.8 (25.2)                 | −7.0 (19.4)                 | −7.5 (18.5)                 | −5.4 (22.3)                 | −1.4 (29.5)                 | 0.3 (32.5)                  | 1.5 (34.7)                  | 3.0 (37.4)                  | −0.8 (30.6)                 |
| 평균 강수량 mm (인치)        | 133.3 (5.25)                | 108.7 (4.28)                | 98.5 (3.88)                 | 43.3 (1.70)                 | 9.9 (0.39)                  | 3.1 (0.12)                  | 2.4 (0.09)                  | 5.8 (0.23)                  | 22.1 (0.87)                 | 41.1 (1.62)                 | 55.3 (2.18)                 | 85.9 (3.38)                 | 609.4 (23.99)               |
| 출처: Hong Kong Observatory, |                             |                             |                             |                             |                             |                             |                             |                             |                             |                             |                             |                             |                             |

호수 위로 부는 차가운 기운과 바람이 10~14 °C로 평균 표면 온도를 유지하게 한다. 겨울(6월~9월)에는 깊은 수심과 섞여서 10~11 °C 사이가 된다.

## 섬

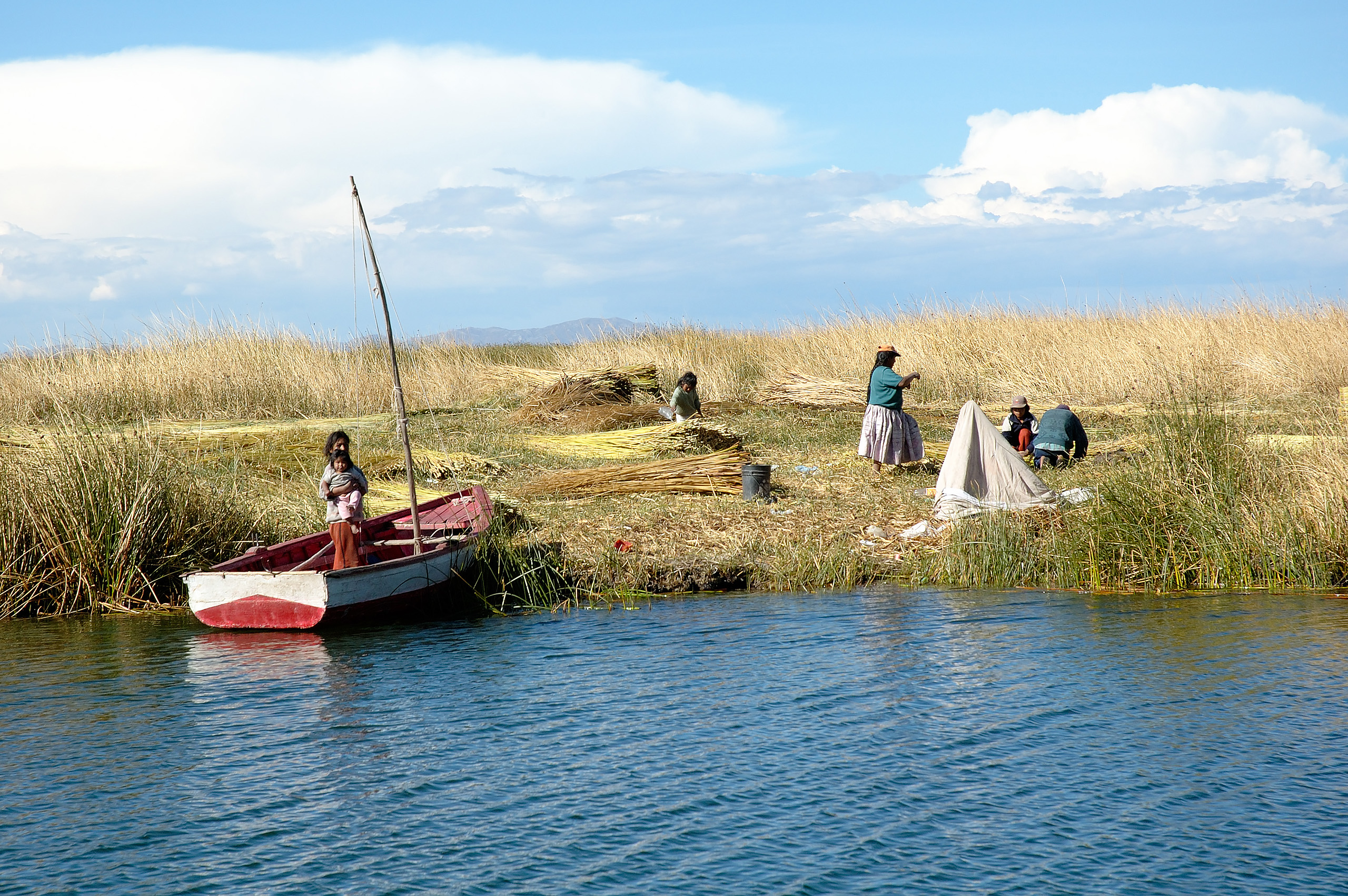
토토라를 수확하는 우루족

### 우로스
티티카카는 우로스에 사는 사람들로 유명한 곳이다. 우로스는 44개 정도의 떠다니는 인공섬으로 호수 주변 얕은 곳에 서식하는 ‘토토라’라고 불리는 갈대로 만들어져 있다. 이러한 섬들은 페루에서도 유명한 관광 자원이 되고 있으며, 호반의 도시 푸노에서 관광객들이 많이 온다. 이러한 집들의 원래 목적은 방어용이었으며, 위협이 닥치면 움직일 수 있다. 많은 섬들이 크게 만들어진 망루를 가지고 있다.

### 아만타니

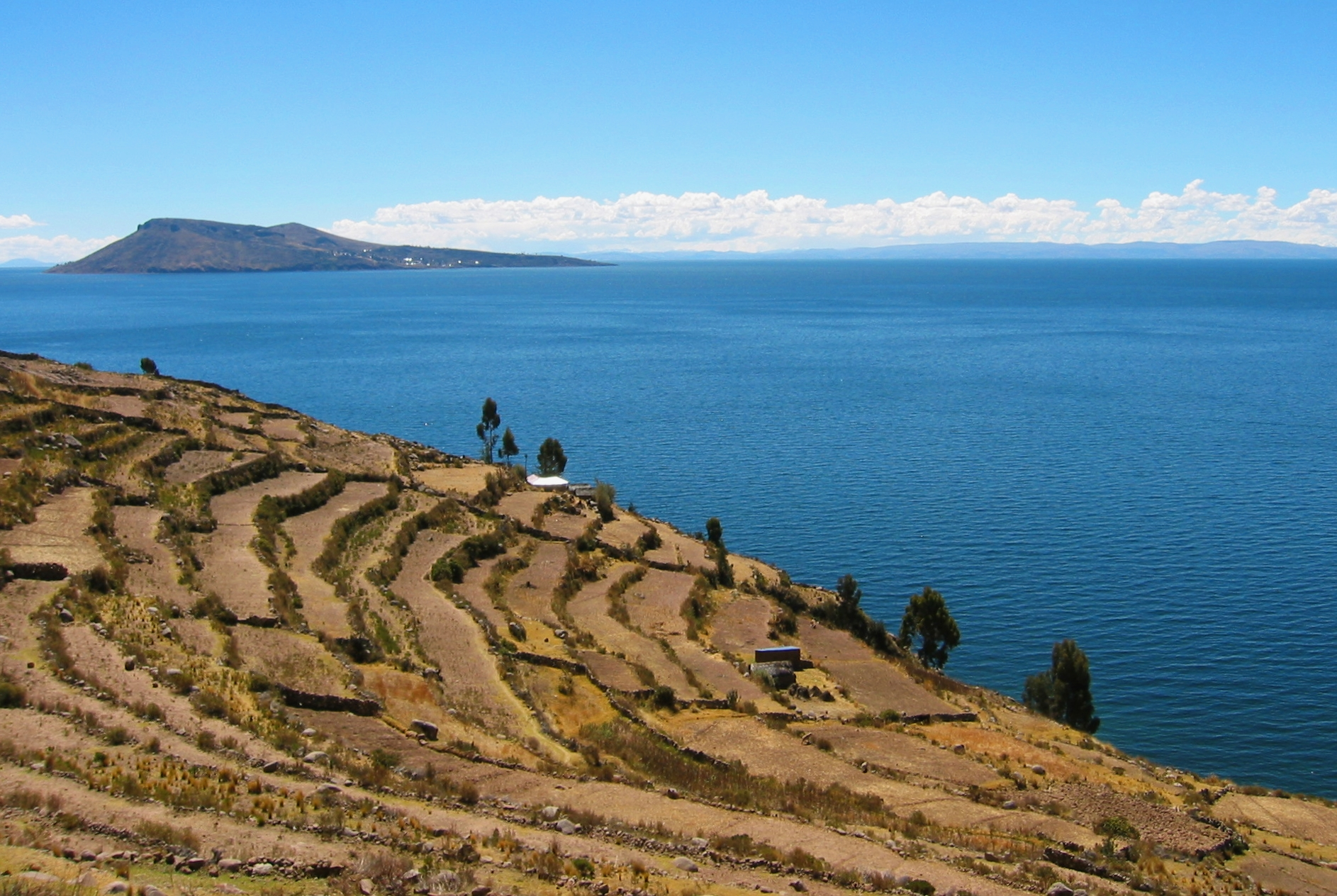
타킬레 섬에서 본 아만타니 섬

아만타니는 케추아어를 하는 주민들이 사는 티티카카호의 또 다른 작은 섬이다. 약 4,000 명의 사람들이 약 15 km2의 원형 섬에서 10개의 지역 사회를 이루고 살아가고 있다. 그 섬에는 피치티티(아버지 땅), 파차마마(어머니 땅)이라고 불리는 2개의 주봉이 있다. 호수에서 솟아오른 언덕 경사면은 계단식으로 일궈져 있으며, 밀이나 감자 그리고 채소를 경작한다. 이러한 곳의 대부분은 손으로 직접 경작을 한다. 긴 돌담으로 밭을 구분하고, 언덕 쪽에는 소와 양이 방목된다.
이 섬에는 자동차도 호텔도 없다. 이 섬에서 기계는 허용되지 않기 때문에 모든 농사는 손으로 이뤄지고 있다. 몇 개의 작은 가게에서 생필품을 팔고 있으며, 보건소와 6개의 학교가 있다. 전기는 발전기를 통해 얻고 있으며, 매일 2시간씩만 제한 송전을 했지만, 최근에는 유가의 상승으로 인해 발전기를 가동하지 않는다. 대부분의 가정에서는 초와 건전지를 이용한 플래쉬를 이용한다. 어떤 가정에서는 작은 태양전지판이 설치되어 있는 곳도 있다.

### 타킬레

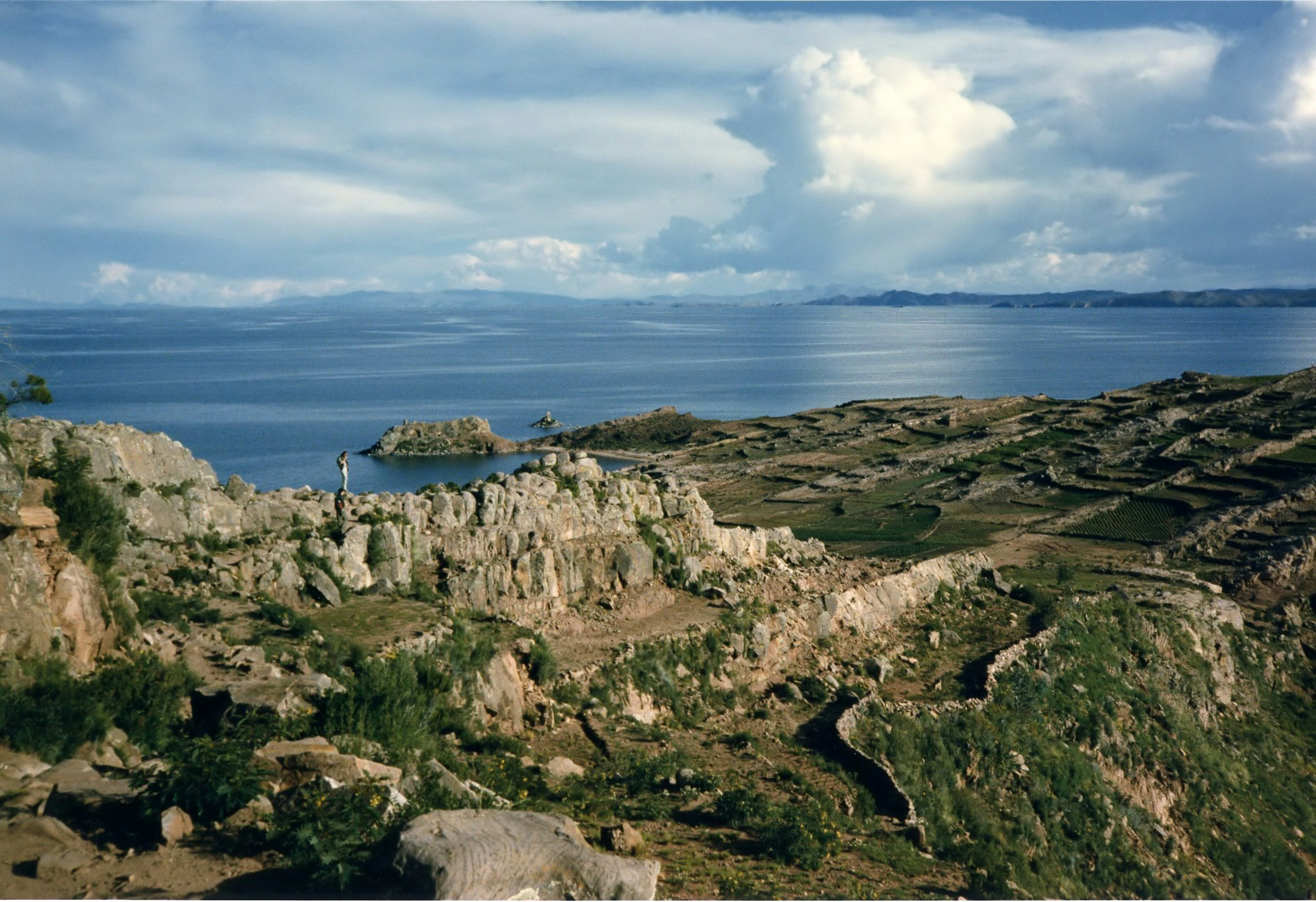
타킬레 섬

타킬레는 언덕진 섬으로 푸노 동쪽으로 45km 떨어진 곳에 위치하고 있다. 좁고 길 형상을 하고 있으며, 스페인 식민지와 20세기까지도 교도소로 사용되었다. 1970년에는 타킬레 족의 영토가 되었고, 그들은 그 이후부터 지금까지 계속 거주를 하고 있으며, 현재는 인구가 약 2,200명가량 된다. 타킬레 섬은 길이 5.5km에 너비가 1.6km이며, 면적은 5.72 km2이다. 섬의 가장 높은 부분은 해발 4,050 m이며, 주요 마을은 3,950 m 높이에 있다. 잉카 이전의 유적지가 이 섬의 가장 높은 부분에서 발견되었으며, 농사를 짓는 테라스형 논밭이 언덕 위를 따라서 있다. 타킬레의 언덕 부분에서는 눈 덮인 볼리비아 산맥의 풍광을 볼 수 있다. 타킬레레뇨스라고 불리는 주민들은 남부 케추아어를 말하는 사람들이다.

### 태양섬
호수의 볼리비아 측에 위치해 있으며, 볼리비아의 태양섬의 코파카바나 타운과 정기선 보트가 운행되고 있다. 이 태양섬은 가장 큰 섬들 중 하나로 지리적으로 땅은 바위가 많고, 언덕진 섬이며, 척박하다. 차량이나 포장도로가 이 섬에는 존재하지 않는다. 이 섬에 거주하고 있는 약 800 가구의 주요 경제 활동은 농경과 어로 관광업이다.

### 달섬

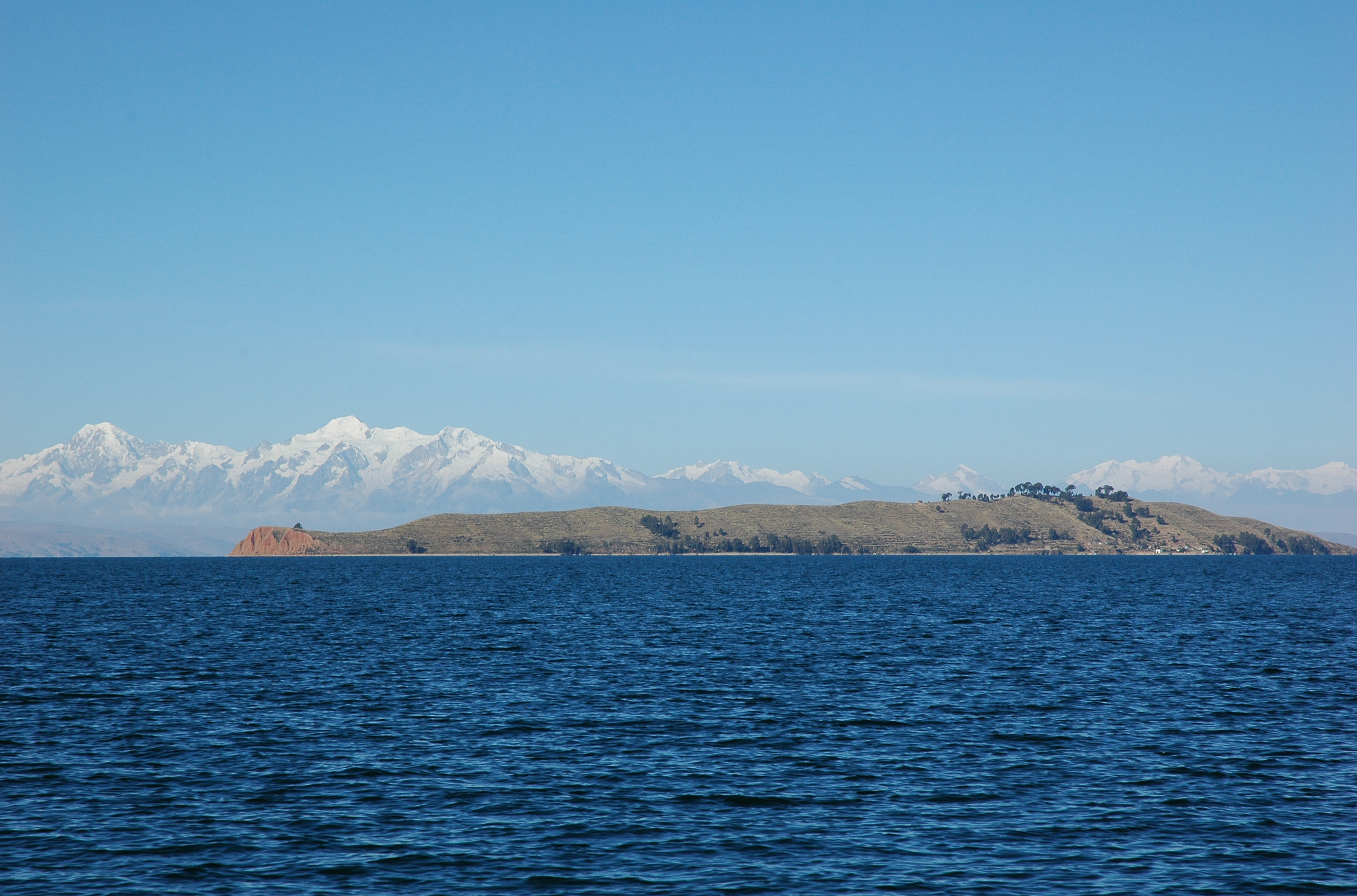
달섬과 코르딜레라 레알

달섬(Isla de la Luna)은 좀 더 큰 태양섬에서 동쪽으로 위치하고 있다. 이 두 섬은 모두 볼리비아 라파스 주에 속해 있다. 잉카 신화의 전설에 따르면, 달섬은 비라코차가 달이 떠오르는 것을 명령했던 곳에 위치하고 있다. 잉카의 수도원으로 추측되는 유적이 동쪽 해안에 자리를 위치해 있다.

## 환경 문제
티티카카호는 천혜의 자연환경과 때묻지 않은 절경으로 사랑받아 왔다. 그러나 지구 온난화의 영향으로 수량이 줄어들고 있어 환경 단체의 관심이 모아지고 있다. 티티카카호의 수면은 1986년 해발 3,811 ｍ였으나 1996년에는 3,807 ｍ로 낮아졌으며, 2000~2002년 사이 수면 상승을 기록했다가 2003년부터는 다시 수면이 낮아지고 있는 것으로 조사됐다.

## 해발 비교
해발 고도가 높은 주요 호수들의 해발은 다음과 같다.
| 이름             | 해발    | 종류   | 나라            |
| ---------------- | ------- | ------ | --------------- |
| 오호스델살라도호 | 6,890 m | 염호   | 아르헨티나 칠레 |
| 라그바호         | 6,368 m | 염호   | 중국 티베트     |
| 창체호           | 6,216 m | 염호   | 중국 티베트     |
| 남초호           | 4,718 m | 염호   | 중국            |
| 마나사로와르호   | 4,556 m | 담수호 | 중국            |
| 얌드록쵸호       | 4 441 m | 담수호 | 중국 티베트     |
| 티티카카호       | 3,812 m | 담수호 | 페루            |

## 같이 보기
- 지구의 극점